# 渡辺俊雄
渡辺 俊雄（わたなべ としお、1949年 - ）は、NHKの職員。元アナウンサー、元衛星放送局所属。

## 来歴・人物
1972年、アナウンサーとしてNHKに入局。1998年の異動で衛星放送局へ移る。現在は、NHKエンタープライズ国際事業センター、エグゼクティブプロデューサー。

## 現在の担当番組
- BSで放送される映画各種番組の制作、ナレーションと映画関連番組の出演